# 擬星蟲屬
擬星蟲屬是節肢動物門已滅絕的馬爾拉蟲綱下的一屬，其模式種六角擬星蟲發現於地層年代屬早泥盆世（布拉格期至埃姆斯期）的洪斯吕克板岩生物群，為當地最常見的節肢動物物種，共發現了超過120隻個體的化石，其中包含了3隻幼年個體。

## 描述

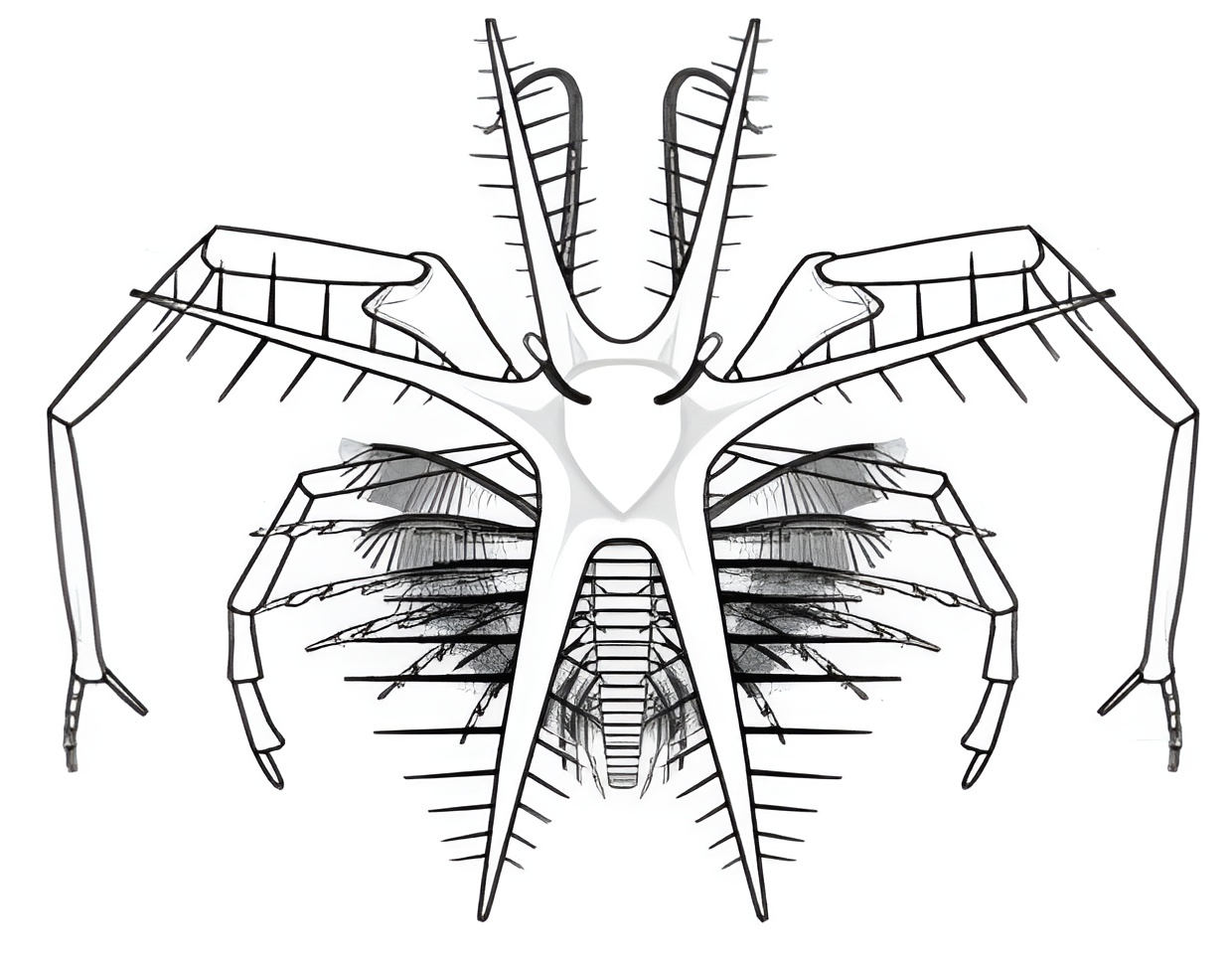
六角擬星蟲俯視圖

六角擬星蟲的頭部甲殼呈橢圓形且向上隆起，其上面具有三對向外突出的狹長角，角上則帶有成對的棘刺。甲殼上有一對推測帶眼柄的眼睛。腹面由前至後則分別長有1對觸角、2對較巨大的單肢型足、10對較細小的足、以及14對較短帶有剛毛的附肢。頭部腹側具有口下板以及一個功能未知的器官。身體分為32節，除末端外其他節均長有一對雙肢型的附肢，越接近尾部則附肢長度越短。附肢的內肢節分為7節，每節上除最後一節外皆長有棘；外肢節則分為40節，每一節上均長有向下延伸的剛毛。

## 環境學
六角擬星蟲可能是在海床上行群體生活，牠們的身體透過第一對單肢型的足撐起，以向前傾斜的直立姿勢行走。前六對足比其餘幾對大，可能也用於協助運動，但主要還是仰賴第一對足。六角擬星蟲被認為可能是以碎屑為食的底棲攝食者。許多標本的附近時常能發現竹節石及海綿殘骸，這意味著這些生物可能是附著於擬星蟲的體表，可以充當偽裝。

## 弗洛雷斯塔擬星蟲

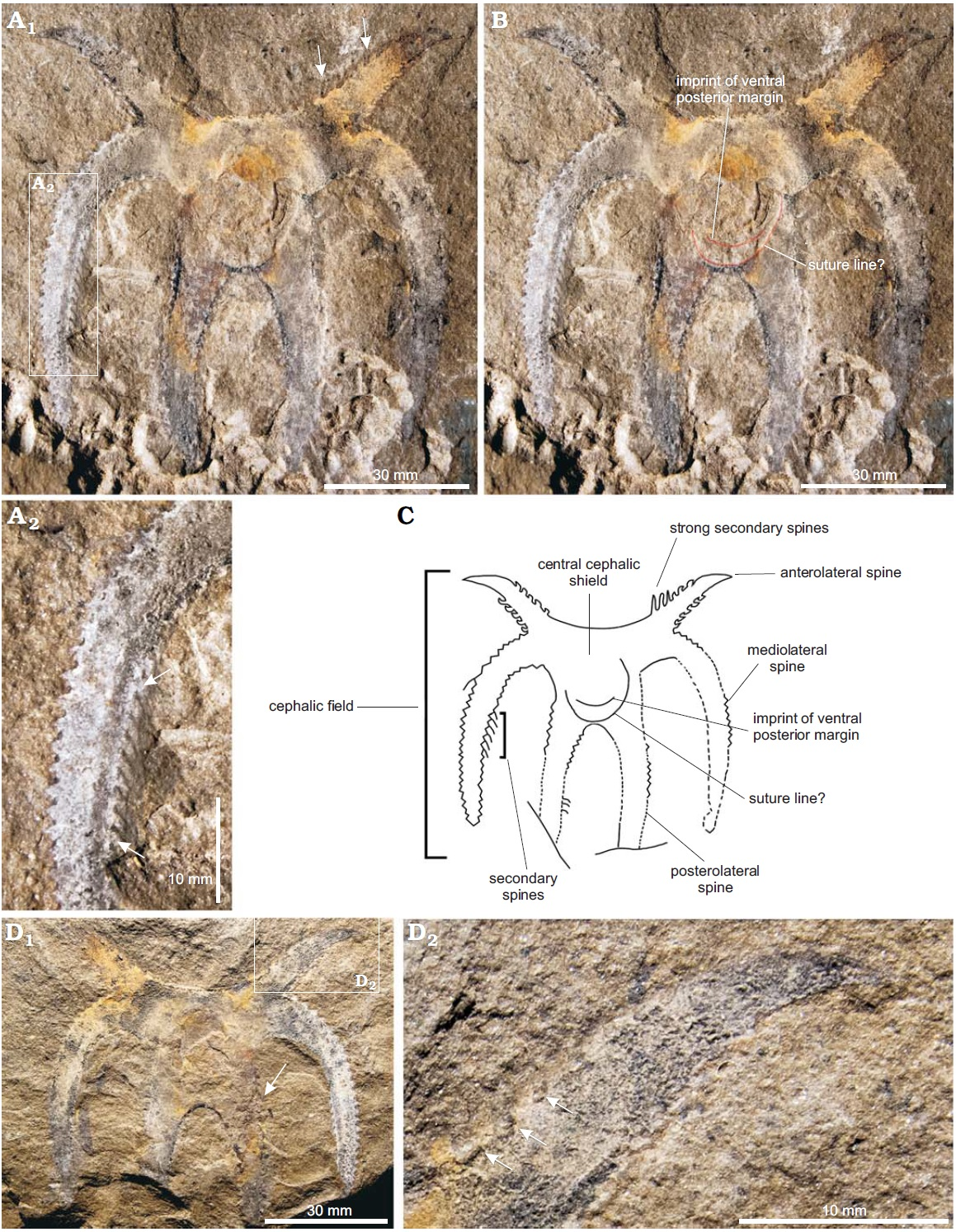
弗洛雷斯塔擬星蟲的化石，但目前有科學家認為牠們僅是六角擬星蟲的遠親

弗洛雷斯塔擬星蟲目前僅有發現一具頭部甲殼的化石，其特徵為具有三對巨大彎曲的角，角上兩側則長滿了成列的棘刺。這個化石標本發現於奧陶紀早期（特馬豆剋期）的阿根廷弗洛雷斯塔組，為馬爾拉蟲綱中目前唯一發現於南美洲的物種。然而，這個標本的特徵與擬星蟲屬的模式種差異甚大，因此有科學家認為弗洛雷斯塔擬星蟲可能反而與叉形蟲屬親緣關係更為接近，有可能必須要分類至獨立的新屬，而湯姆林蟲屬則會是目前已知六角擬星蟲的最近親。